# 마조도일

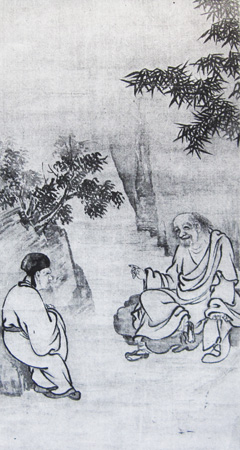
마조도일 선사와 판윤. 1232년 중국화가 목계(牧谿)의 작품.

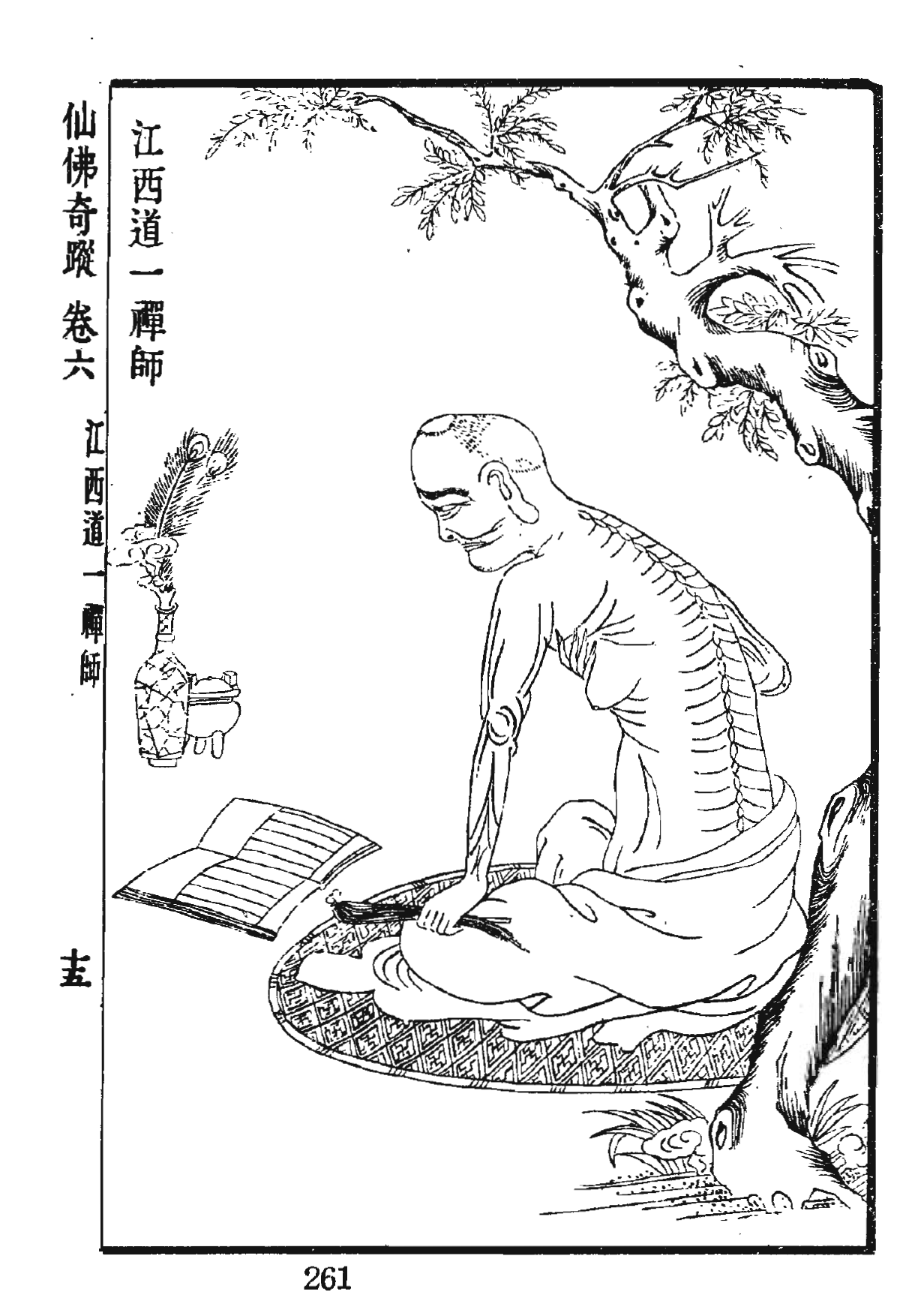
선불기적 6권 강서도일 선사

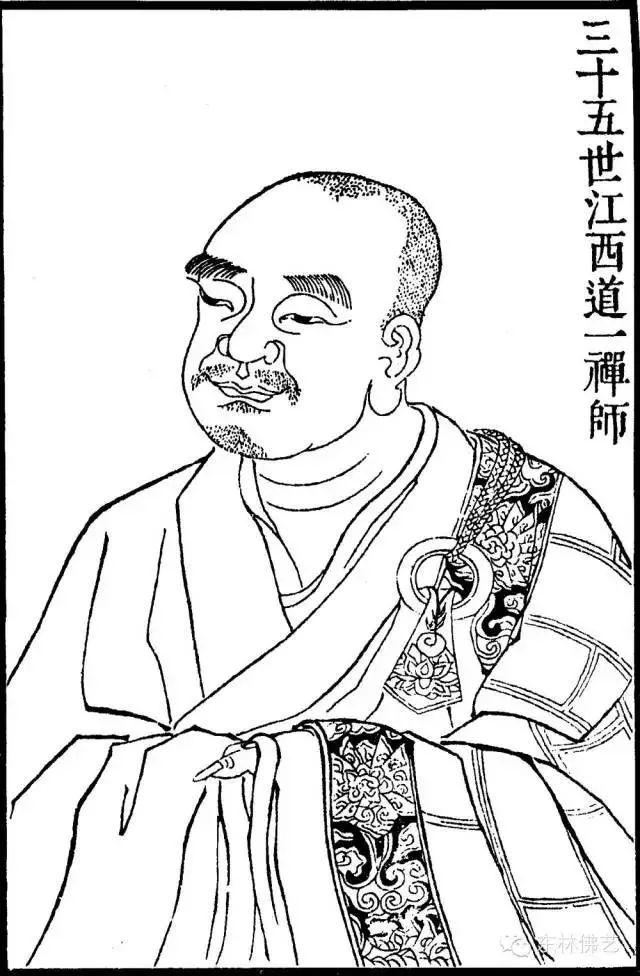
목판화

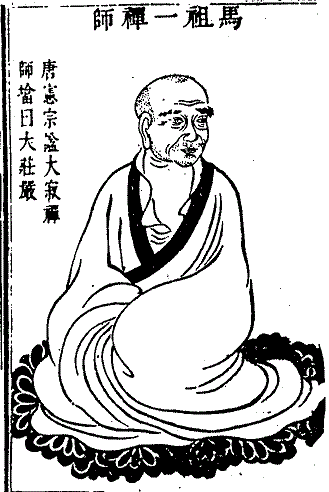
또 다른 목판화

마조도일(馬祖導一, 709~788)은 8세기 중국 당나라 승려로, 조사선의 개조(시조)이다.
남종선에서 6대조사 조계혜능, 7대조사 남악회양에 이어, 위앙종과 임제종에서 선종 제8대 조사로 섬겼다.(참고로 운문종, 법안종, 조동종에서 8대조사로 섬겼던 석두희천과는 같은 8대조사라는 이유로 당대에 비교를 많이 당했었다.)
스승인 남악회양의 상수제자(상좌)였으며, 또한 기라성 같은 수많은 제자들을 두었다. 주요 직계 제자(아들 뻘)로는 위앙종과 임제종의 9대 조사인 백장회해, 남전보원, 서당지장, 단하천연, 대주혜해 등이 있다.
또한 직계제자의 제자들인 손자 뻘이상으로는 임제종 10대 조사인 황벽희운, 임제종 11대 조사인 임제의현, 화두로 유명한 조주종심, 위앙종을 창시한 위산영우 등이 있다.
남북국시대 신라말에서 시작되어 고려초에 완성된 9산선문 중에 7개가 마조도일의 제자들에게서 법을 이어받은 선사들이 형성한 것이다.

## 조사선의 개조
마조도일은 조사선의 개조(시조)이다. 어떠한 물음에 엉뚱한 대답(선문답)을 한다던가, 소리를 지르던가, 다짜고짜 뺨을 때리던가 하던 것은 마조도일 이전엔 없던 일이다.

## 일화

### 마전작경(磨塼作鏡): 벽돌을 갈아 거울을 만들다
마조도일이 남악 전법원에서 좌선을 하며 수행을 하고 있었다. 손님을 만나지도 않았고, 스승인 남악회양이 와도 수행에만 집중하고 있었다. 남악회양은 마조도일을 기특히 여겨 가르침을 주기로 결심했다.
스승인 남악회양은 마조도일의 암자 앞에서 벽돌을 갈기 시작했다. 마조도일이 나와 남악회양에게 왜 벽돌을 갈고 계시냐고 물었다. 그러자 남악회양을 거울을 만들려고 한다고 했다.
그러자 마조도일이 어이없어 하며, 벽돌을 아무리 간다 한들 거울이 되겠습니까라고 했다. 이때 남악회양이 마조도일을 쳐다보며, 벽돌로 거울을 만들 수 없다면 좌선만으로 성불할 수 없다고 했다. 마조도일은 그럼 어떻게 해야 성불할 수 있냐고 물었다.
그러자 남악회양은 소달구지가 움직이지 않으면, 채찍질을 달구지에 해야 하는지, 소에게 해야 하는지를 물었다. 마조도일이 대답을 못하자, 남악회양은 좌선만 하는 것은 부처의 흉내만 내는 것이니 부처를 죽이는 것이라고 하였다. 마조도일은 크게 깨우쳤다.
즉, 좌선만 하는 것은 채찍질을 달구지(몸)에게만 하는 것이며, 깨달음을 위해서는 소(마음)를 채찍질 해야된다는 말이다. 운전수가 운전을 하지 않으면 차는 움직이지 않기 때문이다.

### 일전일군(一箭一群): 화살 하나로 사슴을 떼거리로 잡다
마조도일에게는 석공혜장이라는 사냥꾼 출신 제자가 있었다. 마조도일이 석공혜장을 처음 만났을 때의 이야기이다. 사냥꾼이었던 석공혜장이 사슴 떼를 쫓던 중 마조도일을 발견하고는 사슴을 보았냐고 물었다.
그러자 마조도일은 석공혜장에게 무엇을 하는 사람이냐고 물었고, 석공혜장을 사냥꾼이라고 말했다. 마조도일은 그럼 화살을 잘 쏘겠다고 하며, 화살 하나로 사슴 몇 마리를 잡냐고 물었다. 석공혜장이 한 마리를 잡는다고 하니, 마조도일은 화살을 쏠 줄 몰라서 그렇다며 자신은 화살 하나로 사슴을 떼거리로 잡는다고 했다.
그러자 석공혜장이 사슴도 생명이 있는데, 스님은 어떻게 사슴을 떼거리로 죽이냐고 따졌다. 이때, 마조도일은 석공혜장에게 이런 것을 잘 알면서, 왜 자신은 잡지 못하냐고 물었다.  이에 석공혜장이 출가를 하여, 마조도일의 제자가 되었다.

### <열반경>의 대가인 분주무업을 선종으로 이끌다
분주무업(汾州無業, 782∼823)은 12살에 출가하고 20살에 구족계를 받은 후에, 일찍이 경학을 배워서 뛰어난 학자로 인정받고 있었다.
그런 그가 마조도일을 찾아가 '즉심시불'을 잘 모르겠다고 하였다. 마조도일은 잘 모르겠다는 그것말고는 아무것도 없다고 말했다. 분주무업을 다시 달마대사가 중국으로 와서 전한 법은 무엇이냐고 다시 물었다. 마조도일은 다른 일은 신경쓰지 말고, 다음에 다시 오라고 했다.
분주무업을 나가려는 순간, 마조도일이 분주무업을 크게 불렀다. 분주무업이 고개를 돌리자, 마조도일은 이것이 무엇인가라고 물었고, 분주무업을 깨닫고 큰절을 올렸다.

### 강백 양좌주를 깨닫게 하다
양좌주는 불교학에 통달한 강사 승려였다. 강백은 강사를 높여 부르는 말이다. 어느 날, 마조도일이 양좌주를 만났다.
마조도일이 양좌주에게 경론에 해박하다는 데, 무엇을 가지고 강의하냐고 물었다. 양좌주는 마음을 가지고 강의한다고 했다. 그러자 마조도일은 마음은 광대이고, 의식은 광대에게 장단을 맞춰주는 사람(악공)인데, 어떻게 마음으로 강의할 수 있냐고 물었다.
양좌주는 마조도일의 말에 마음이 상해서, 마음으로 강의하지 못한다면 허공으로 하냐며 소리쳤다. 마조도일은 허공은 할 수 있다며 선문답을 했다. 양좌주는 더 이상 대화를 하기 싫어 나가려고 했다. 마조도일이 큰소리로 양좌주를 불렀고, 양좌주가 뒤를 돌아보는 순간 크게 깨닫고 마조도일에게 큰 절을 올렸다.
양좌주는 절에 돌아가서, 자신이 가르치는 승려들을 모아놓고 말했다. 자신의 불교학은 누구도 따를 수 없다고 생각했지만, 마조도일과 문답을 하니 평생 공부한 것이 얼음처럼 녹아버렸다고 했다. 이후 양좌주는 서산으로 갔고, 소식이 끊겨버렸다.

## 통일신라 구산선문에 미친 영향
남북국시대 통일신라의 아홉 산문 가운데 일곱 산문이 마조도일의 법손이다. 마조계열까지 합치면 여덟 산문이다.
- 가지산문(전남 장흥 보림사) : 마조도일의 제자인 서당지장의 법을 받은 국사 도의(道義)
- 실상산문(전남 남원 실상사) : 마조도일의 제자인 서당지장의 법을 받은 홍척(洪陟)
- 동리산문(전남 곡성 태안사) : 마조도일의 제자인 서당지장의 법을 받은 혜철(惠哲)
- 사굴산문(강원도 강릉) : 마조도일의 제자인 염관제안의 법을 받은 범일
- 성주산문(충남 보령) : 마조도일의 제자인 마곡보철의 법을 받은 무염
- 사자산문(강원도 사자산 법흥사) : 마조도일의 제자인 남전보원의 법을 받은 도윤
- 봉림산문(경남 창원) : 마조도일의 제자인 장경회휘의 법을 받은 현욱
- 쌍계산문 : 마조도일 계열인 창주신감(滄州神鑑)의 법을 받은 혜소